# Урхель (комарка)
Урхе́ль (ісп. Urgell), або Урже́ль (кат. Urgell, МФА: [urˈʒeʎ]) — комарка в Іспанії, в Каталонії. Центр — Таррага. Також — Нижній Урхель (ісп. Bajo Urgel).

## Муніципалітети
- Аґрамун (кат. Agramunt) — населення 5.439 осіб;
- Алс-Умельш-да-на-Ґайя (кат. Omells de na Gaia, els) — населення 161 особа;
- Анґлазола (кат. Anglesola) — населення 1.307 осіб;
- Баліанас (кат. Belianes) — населення 615 осіб;
- Бальбона-да-лас-Монжас (кат. Vallbona de les Monges) — населення 256 осіб;
- Бальпуч (кат. Bellpuig) — населення 4.755 осіб;
- Верду (кат. Verdú) — населення 1.014 осіб;
- Білаґраса (кат. Vilagrassa) — населення 463 особи;
- Ґімара (кат. Guimerà) — населення 360 осіб;
- Кастельсара (кат. Castellserà) — населення 1.118 осіб;
- Ла-Фуліола (кат. Fuliola, la) — населення 1.241 особа;
- Малда (кат. Maldà) — населення 293 особи;
- Налек (кат. Nalec) — населення 90 осіб;
- Прашяна (кат. Preixana) — населення 427 осіб;
- Пучберд-д'Аґрамун (кат. Puigverd d'Agramunt) — населення 260 осіб;
- Сан-Марті-да-Ріукорб (кат. Sant Martí de Riucorb) — населення 704 особи;
- Сіутаділя (кат. Ciutadilla) — населення 235 осіб;
- Таррага (кат. Tàrrega) — населення 16.131 особа;
- Турнабоус (кат. Tornabous) — населення 822 особи;
- Усо-да-Сіо (кат. Ossó de Sió) — населення 225 осіб.

## Зростання населення
| 1497 f | 1515 f | 1553 f | 1717  | 1787   | 1857   | 1877   | 1887   | 1900   | 1910   |
| ------ | ------ | ------ | ----- | ------ | ------ | ------ | ------ | ------ | ------ |
| 1.238  | 1.494  | 1.677  | 6.794 | 17.511 | 28.343 | 27.556 | 28.938 | 29.428 | 30.870 |

| 1920   | 1930   | 1940   | 1950   | 1960   | 1970   | 1981   | 1990   | 1992   | 1994   |
| ------ | ------ | ------ | ------ | ------ | ------ | ------ | ------ | ------ | ------ |
| 32.166 | 31.808 | 30.454 | 31.762 | 30.471 | 30.345 | 29.618 | 30.172 | 29.749 | 30.113 |

| 1996   | 1998   | 2000   | 2002   | 2004   | 2006   | 2008 | 2010 | 2012 | 2014 |
| ------ | ------ | ------ | ------ | ------ | ------ | ---- | ---- | ---- | ---- |
| 30.181 | 30.495 | 31.029 | 32.042 | 33.038 | 34.638 | -    | -    | -    | -    |